# Betsy Pecanins
Betsy Pecanins (Yuma, Estados Unidos, 1952-Ciudad de México, 13 de diciembre de 2016) fue una cantante, compositora y productora mexicana de origen estadounidense. Conocida como la reina del blues en México, centró su carrera en ese género, aunque también interpretó otros, como la canción ranchera y el jazz.

## Datos biográficos
Nació de madre catalana y padre estadounidense y creció en una familia sensible al arte; por ejemplo, su madre, Ana María Pecanins, y su tía Teresa fundaron, en la Ciudad de México y en Barcelona la Galería Pecanins. Pasó sus primeros años en Phoenix, Estados Unidos. En 1977, emigró a México para proseguir su carrera artística, país en donde se estableció. En 1980, grabó su primer disco, Viendo tus ojos. A lo largo de su carrera, sufrió las consecuencias del machismo prevaleciente en México, debido a la molestia de que una mujer dirigiera su propio proyecto artístico.
La calidad de Pecanins como intérprete fue calificada por el bluesista Papa John Creach como "única. Seguro tienes sangre negra escondida en el cuerpo", le comentó. Su música se utilizó en películas como La reina de la noche (sobre la cantante Lucha Reyes, de la cual ella hizo la banda sonora), Hasta morir, Dos crímenes, Cilantro y perejil y Asesino en serio.[cita requerida]
El 29 de agosto del 2015 recibió un homenaje a su trayectoria artística en el Teatro de la Ciudad Esperanza Iris de la Ciudad de México, en donde participaron cantantes como Iraida Noriega y Regina Orozco, entre otras. Pecanins había permanecido alejada de los escenarios hasta esa fecha, debido a las complicaciones causadas por la disfonía espasmódica que afectaba sus cuerdas vocales.[cita requerida]
Falleció, a causa de un paro cardiorrespiratorio, el 13 de diciembre de 2016.

## Discografía
- Viendo tus ojos (Discos Pentagrama, 1980)
- Vent amb veus (Discos Pentagrama, 1981)
- Canta blues (1985)
- El sabor de mis palabras (1987)
- La reina de la noche (1994)
- El efecto tequila (Discos Milán, 1995)
- Sólo Beatles (Discos Milán, 1996)
- Recuento (1997)
- Esta que habita mi cuerpo (1999)
- Tequila azul y batuta (2003)
- Lara (2004)
- Blues en el alma (2006)
- Sones (2009)
- Ave Phoenix (2018)

### En colaboración
- Mujeres (1988, Disco de Federico Álvarez del Toro, con Tania Libertad y Amparo Ochoa)
- Nada que perder (1994, con Guillermo Briseño)
- A viva voz (2006, con Cecilia Toussaint)
- La Noche del cuerpo (1998 Tema inédito para el CD Un mundo una esperanza)